# Биоценоза
Биоценоза (от гр. био – живот и ценос – общество) представлява целокупност от популации на различни видове, обитаващи трайно дадена територия биотоп и намиращи се в непрекъсната връзка едни с други.
Понятието биоценоза е въведено от германския учен Карл Мьобиус през 1877 г. При изучаване на стридните съобщества в Северно море, той обърнал внимание, че стридите живеят не само при определени условия на външната среда, но и че те всякога се срещат в съобщества с други организми, които имат сходни изисквания към средата. Мьобиус дава следното определение: „Биоценозата – това е съобщество от живи организми, съответстващо по своя състав, брой на видове и индивиди при определени оптимални условия на средата, съобщество, в което организмите са взаимно свързани и зависими и се запазват в определени места благодарение на постоянно размножаване“.

## Състав
Биоценозите се характеризират с количествен и видов състав. Обикновено дребните организми съставляват най-голямата част от биомасата на ценозата, но често характерът на една биоценоза се определя от малко видове организми, които са най-многобройни или са най-едри. Това са т.нар. доминантни видове. Например обликът на ливадните биоценози се определя от тревистите растения, на буковата гора от бука и т.н.
Според критериите на Скуфин (1949), видовете се разделят в няколко групи, основани на тяхното относително изобилие в биоценозата:
- доминантни – над 8 % от общата численост на всички видове
- субдоминантни – 2 – 8 %
- малочислени – 0.5 – 2 %
- редки – под 0,5 %

Биоценозата може да се разглежда като съставена от:
- Фитоценоза (от растителни видове; гр. фотос – растение) – част от биоценозата, в която се включват всички растения от даден биотоп – дървета, храсти, лишеи, мъхове. Растенията поемат и преработват слънчевата светлина и неорганичните вещества от водата и почвата и създават органични вещества. В тази си роля растенията се наричат продуценти.
- Зооценоза (от животински видове; гр. зоо – животно) – представлява всички гръбначни, безгръбначни животни, населяващи даден район. Те консумират органичните вещества и така осигуряват своето размножаване и развитие. Определят се като консументи.
- Микробоценоза (от микроорганизми; гр. микро – малък) – съвкупност от всички микроорганизми – бактерии, едноклетъчни и мн. други, които се срещат в даден район. Те разграждат органичните вещества от растенията и животните и са в ролята на редуценти.
- Микоценоза (от гъби) – включва всички гъби. Те също изпълняват функцията на редуценти.

## Структура
В биоценозата всеки вид заема различна екологична ниша. Така в една зряла биоценоза междувидовата конкуренция е сведена до минимум. По тази причина се обуславят трофична (хранителна) и пространствена структура на биоценозата.

### Трофична (хранителна) структура
Различните видове организми в биоценозата встъпват в специфични хранителни взаимоотношения: едни от тях синтезират органична от неорганична материя; други организми синтезират първите за храна, а трети, след смъртта на другите две групи, разграждат мъртвата органична до неорганична материя. Така се образуват трофични нива на продуцентите, консументите (обикновено са две или три, рядко повече) и редуцентите. Всяка биоценоза има такава трофична структура, която осигурява извършването на кръговрат на веществата. Така биоценозата има относителна независимост от други ценози.

### Пространствена структура
Представлява пространственото разпределение на организмите в биотопа и съответствщите им взаимоотношения. Тя е добре изучена при фитоценозите и незадоволително при зоо- и микробоценозите.
Структурата при фитоценозите бива вертикална (етажна) и хоризонтална.
- Вертикалната (етажна) структура е подчинена на няколко екологични фактора – светлина, почва, вода. Всяка фитоценоза се характеризира с различен брой етажи: на мъхове и лишеи, на тревите, на храстите, на дърветата. Етажното разпределение има йерархичен характер – доминиращите видове са най-високо.

- Хоризонталната структура е разделена на части, наречени синузии. Синузиите представляват екологично и пространствено обособена част на фитоценозата, състоящи се от един или няколко близки вида, свързани помежду си с общи изисквания към средата (синузия на черния бор, на червената боровинка и т.н.). Различават се по видов състав, количествено съотношение на отделните видове, продуктивност и др. Синузиите се обуславят от релефа, почвата, етажността, като може да възникнат под влияние на животните или човека.

## Видове
- Според разнообразието на видове в биоценозата, тя бива проста или сложна.
- Според произхода си, биоценозите се делят на естествени (възникнали по пътя на развитието на организмите) и изкуствени (създадени от човека).
- Според пространствения си обхват, биоценозите биват: макробиоценози (поляна, езеро, гора и т.н.) и микробиоценози (т.нар. „микроекологични ниши“ – микрофлора на устната кухина, на белия дроб, на стомашно-чревния тракт и др.).

## Взаимоотношения между популациите в биоценозата
Делят се на вътревидови и междувидови.

### Вътревидови
- Сътрудничество
- Брачно поведение
- Конкуренция
- Антагонизъм

### Междувидови
- Неутрализъм – индивидите от двата вида не влизат във взаимоотношения, не си влияят (0 0)
- Конкуренция – индивидите от двата вида губят от взаимоотношенията си, взаимно се потискат (– -)
- Аменсализъм – индивидът от едната популация губи, а за другия взаимоотношението е безразлично (- 0)
- Експлоатация – единият индивид губи, а другият печели от взаимоотношението (хищничество, паразитизъм) (- +)
- Коменсализъм – единият индивид извлича полза, а за другия взаимоотношението е безразлично (+ 0)
- Мутуализъм – индивидите от двата вида имат полза от взаимоотношението (+ +)